# Aphropsylla
Aphropsylla är ett släkte av loppor. Aphropsylla ingår i familjen husloppor.
Kladogram enligt Catalogue of Life:
| Aphropsylla | \| \| Aphropsylla conversa \| \| \| \| \| \| Aphropsylla wollastoni \| \| \| \| |
|             | \| \| Aphropsylla conversa \| \| \| \| \| \| Aphropsylla wollastoni \| \| \| \| |
|             | Actenopsylla                                                                    |
|             |                                                                                 |
|             | Archaeopsylla                                                                   |
|             |                                                                                 |
|             | Cediopsylla                                                                     |
|             |                                                                                 |
|             | Centetipsylla                                                                   |
|             |                                                                                 |
|             | Ctenocephalides                                                                 |
|             |                                                                                 |
|             | Delopsylla                                                                      |
|             |                                                                                 |
|             | Echidnophaga                                                                    |
|             |                                                                                 |
|             | Euchoplopsyllus                                                                 |
|             |                                                                                 |
|             | Hoplopsyllus                                                                    |
|             |                                                                                 |
|             | Moeopsylla                                                                      |
|             |                                                                                 |
|             | Nesolagobius                                                                    |
|             |                                                                                 |
|             | Ornithopsylla                                                                   |
|             |                                                                                 |
|             | Parapulex                                                                       |
|             |                                                                                 |
|             | Pariodontis                                                                     |
|             |                                                                                 |
|             | Procaviopsylla                                                                  |
|             |                                                                                 |
|             | Pulex                                                                           |
|             |                                                                                 |
|             | Pulicella                                                                       |
|             |                                                                                 |
|             | Spilopsyllus                                                                    |
|             |                                                                                 |
|             | Synopsyllus                                                                     |
|             |                                                                                 |
|             | Synosternus                                                                     |
|             |                                                                                 |
|             | Xenopsylla                                                                      |
|             |                                                                                 |
|             | Aphropsylla conversa                                                            |
|             |                                                                                 |
|             | Aphropsylla wollastoni                                                          |
|             |                                                                                 |

|  | Aphropsylla conversa   |
|  |                        |
|  | Aphropsylla wollastoni |
|  |                        |